# Daihiniodes hastifera
Daihiniodes hastifera is een rechtvleugelig insect uit de familie grottensprinkhanen (Rhaphidophoridae). De wetenschappelijke naam van deze soort is voor het eerst geldig gepubliceerd in 1902 door Rehn.